# 白瘤织纹螺
白瘤织纹螺（学名：Plicarcularia graniferus），是新腹足目织纹螺科Pliarcularia属的一种。主要分布于中国大陆、台湾，常栖息在潮间带。